# 오쿠마 다마키
오쿠마 다마키(일본어: 大熊 環, 2001년 12월 25일 ~ )는 일본의 여자 축구 선수이다.

## 구단 경력
2019년 제프 유나이티드 지바에 입단하였다. 2025년 INAC 고베 레오네사로 이적했다.

## 국가대표팀 경력
그녀는 2018년 FIFA U-17 여자 월드컵에 참가할 일본 U-17 국가대표팀에 발탁되었으며, 2경기에 출전했다.